# Wedego von Wedel (Hofmarschall)
Wedego von Wedel († 1324 in Uchtenhagen (Krzywnica) bei Freienwalde in Pommern) war ein pommerscher Hofmarschall und Heerführer.

## Leben
Wedego war Angehöriger der Adelsgeschlechts von Wedel. Sein Vater Hasso von Wedel-Kremzow hatte Ende des 13. Jahrhunderts die Kastellaneiburg Driesen erobert und war von Markgraf Otto IV. zum Vorsteher der dortigen Vogtei ernannt worden war, wonach er sich Hasso von Driesen nannte.
Wedego von Wedel war seit 1304 an verschiedenen Rechtshandlungen des Brandenburger Markgrafen Waldemar und 1308 an der Einnahme von Danzig beteiligt. Seit 1311 erschien er in pommerschen Urkunden, etwa 1313 bei einem Vertrag des Pommernherzogs Otto mit der Stadt Stettin. Wahrscheinlich führte er 1315, inzwischen Ritter, gemeinsam mit Günther von Kefernburg die brandenburgischen Abteilungen in militärischen Auseinandersetzungen mit Dänemark. 1316 wurde er als Kammermeister (Finanzdezernent) des Markgrafen Waldemar von Brandenburg erwähnt und zwischen 1317 und 1322 als Hofmarschall des Herzogs Wartislaw IV. von Pommern.

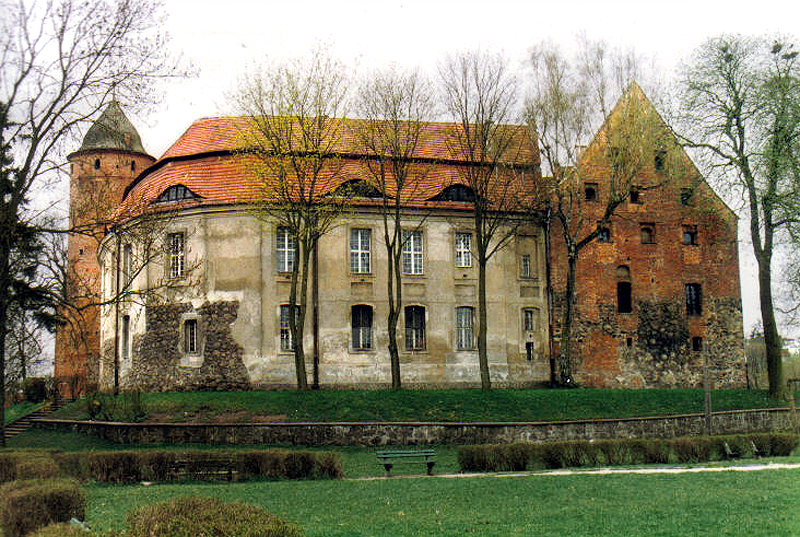
Schloss Schivelbein

Vom Brandenburger Markgrafen erwarb er am ersten Pfingsttag 1319 in Eberswalde die im Norden der Neumark gelegene Herrschaft Schivelbein. Gegenstand des Kaufvertrags waren „Haus und Stadt Schivelbein mit Land und Leuten, Ober- und Niedergericht“ und sämtlichem Ackerland. Der Markgraf verzichtete auf ein Öffnungsrecht von Stadt und Schloß, so dass die Stellung, die Wedego von Wedel erlangt hatte, sich insgesamt als „nahezu landesherrlich“ beschreiben lässt. Beteiligt an dem kostspieligen Erwerb war Niels Olufsen Bild, exilierter, aber noch in Dänemark begüterter früherer Drost des Königs Erik VI. Noch dessen Sohn Matheus Drost wird 1338 im Besitz von Hufen in Simmatzig genannt, bevor diese, wie der Rest der vom Vater in der terra Schivelbein ererbten Güter, an die Wedel-Schivelbein übergingen.
Der Tod des Markgrafen wenige Monate später, am 14. August 1319 in Bärwalde, bot den Nachbarn Anlass, im sog. Brandenburgischen Interregnum Teile der Mark zu besetzen. Herzog Heinrich II. von Mecklenburg bemächtigte sich im Herbst 1319 der Uckermark, und auch der Pommernherzog verfolgte expansive Ziele, konnte aber als Vormund des erst elfjährigen Thronfolgers Heinrich jedenfalls zunächst (Heinrich starb im Juli 1320 ebenfalls in Bärwalde) eine rechtlich privilegierte Stellung in Anspruch nehmen. Wedel stellte sich ihm als Heerführer zur Rückgewinnung der Uckermark zur Verfügung. Dokumentiert ist die Kostenaufstellung, die er dem Pommernherzog für den unter Beteiligung von Kräften aus der Neumark, Schlesien, der Lausitz und der Mark Meißen geführten Feldzug 1321 vorlegte.
1324 schlossen sich Wedego von Wedel, die Familie Wedel und unter ihrem Einfluss die neumärkischen Stände dem Wittelsbacher Markgrafen Ludwig an. Die Wedel standen in den folgenden vierzig Jahren auf Seiten der Wittelsbacher. Wedego von Wedel starb im selben Jahr auf seiner Burg in Uchtenhagen. Als Herr von Schivelbein wurde er von seinem Sohn Hasso von Wedel-Schivelbein beerbt. Nachkommen seines zweiten Sohnes Wedego von Wedel, der ebenso wie sein Bruder am Feldzug des Jahres 1320/21 teilgenommen hatte und ebenso wie dieser zeitweise als Vogt der Neumark auftrat, waren die Angehörigen des Familienstammes Freienwalde-Mellen, etwa der Verwaltungsbeamte Wedego von Wedel oder der General Hasso von Wedel.